# Ignacio Padilla
Ignacio Fernando Padilla Suárez, né le 7 novembre 1968 à Mexico (Mexique) et mort le 20 août 2016 à Querétaro, est un romancier, nouvelliste, essayiste et un auteur de récits de science-fiction et de littérature d'enfance et de jeunesse mexicain.

## Biographie
Ignacio Padilla est diplômé en communications de l'université ibéro-américaine (Mexico), détient une maîtrise en littérature anglaise de l'université d'Édimbourg (Écosse) et est titulaire d'un doctorat en espagnol et en littérature latino-américaine de l'université de Salamanque (Espagne). 
Au milieu des années 1990, il travaille comme directeur de rédaction de l'édition espagnole du magazine Playboy et publie une chronique dans le supplément de samedi du journal mexicain Unomásuno (es). En 1994, il publie El año de los gatos amurallados et Las tormentas del mar embotellado, deux romans de littérature d'enfance et de jeunesse, ainsi que le roman Impossibilité des corbeaux (Tres bosquejos del mal).
En 2000, le roman Amphitryon (2000) obtient un gros succès critique et public.
Attaché culturel de l'ambassade du Mexique en Grande-Bretagne de 2001 à 2003, il publie alors une série d'articles sur sa vie, pendant deux années passées au Swaziland, quand il est accusé à tort d'être l'un des terroristes ayant fait exploser une bombe en Zambie.
Il est boursier Guggenheim en 2004.
Ignacio Padilla meurt le 20 août 2016 dans un accident de voiture à l'âge de 47 ans.

## Distinctions
- 1994 : Prix Juan Rulfo
- 1994 : Prix Kalpaen
- 1999 : Prix Owen
- 2000 : Prix Primavera
- 2008 : Prix Málaga de Ensayo
- 2008 : Prix Juan Rulfo
- 2010 : Prix Iberoamericano
- 2011 : Prix La Otra Orilla

## Œuvres
- Subterráneos (1990)
- Los papeles del dragón típico (1991)
- El año de los gatos amurallados (1994)
- Las tormentas del mar embotellado (1994)
- Tres bosquejos del mal (1994) Publié en français sous le titre Impossibilité des corbeaux, traduit par Marianne Millon, Paris, Mille et une nuits, 2001  (ISBN 2-84205-626-4)
- La catedral de los ahogados (1995)
- Si volviesen sus majestades (1996)
- Los funerales Alcaraván (1999)
- Amphitryon (2000) Publié en français sous le titre Amphitryon, traduit par Albert Bensoussan et Anne-Marie Casès, Paris, Gallimard, 2001
- Las antípodas y el siglo (2001)
- Espiral de artillería (2003) Publié en français sous le titre Spirale d'artillerie, traduit par Svetlana Doubin, Paris, Gallimard, coll. « Du monde entier », 2001  (ISBN 978-2-07-077258-2)
- El diablo y Cervantes (2005)
- La gruta del Toscano (2006)
- El androide y las quimeras (2008)
- Por un tornillo (2009)

### Nouvelle isolée traduite en français
- « Les Antipodes et le Siècle », traduit par Svetlana Doubin, in Les Bonnes Nouvelles de l'Amérique latine, Gallimard, coll. « Du monde entier », 2010  (ISBN 978-2-07-012942-3)